# Leo Kakolewicz
Leo Kakolewicz (* 9. Januar 1950 in Polen) ist ein ehemaliger deutscher Boxer im Halbschwergewicht.

## Leben
Kakolewicz, der als Amateur bei den Neuköllner Sportfreunden boxte, wurde bereits als Jugendlicher von Werner Papke trainiert. Im März 1973 bestritt er seinen ersten Kampf als Berufsboxer. Nach zehn Siegen in Folge unterlag Kakolewicz im Mai 1974 erstmals, als er in der Berliner Deutschlandhalle gegen Lothar Stengel verlor. Im April 1975 erhielt Kakolewicz die Gelegenheit, in Hamburg gegen Karl-Heinz Klein um die deutsche Meisterschaft im Halbschwergewicht zu boxen. Der als Außenseiter in den Kampf gegangene Kakolewicz schlug seinen Gegner bereits nach elf Sekunden der ersten Runde mit einem rechten Haken zu Boden und wurde dadurch überraschend deutscher Meister. „So war es schon oft. Immer wenn man mich abschrieb, dann belehrte ich meine Kritiker eines besseren“, wurde Kakolewicz nach dem Titelgewinn vom Hamburger Abendblatt wiedergegeben.
Mitte Mai 1976 trat er in Rom gegen Europameister Domenico Adinolfi an, verlor vor 7000 Zuschauern aber, als der Ringrichter den Kampf in der achten Runde aufgrund der Kampfunfähigkeit Kakolewicz’ abbrach. Zu Boden war er jedoch nicht gegangen. Ab der sechsten Runde war der Berliner deutlich angeschlagen, nachdem sein Gegner mehrere Wirkungstreffer erzielt hatte. Rund fünf Monate später verteidigte er in Hamburg seinen deutschen Meistertitel gegen Karsten Honhold. Kakolewicz beendete seine Laufbahn als Berufsboxer im Mai 1978.